# Open d'Austràlia 2019
L'Open d'Austràlia 2019, conegut oficialment com a Australian Open 2019, és un esdeveniment de tennis disputat sobre pista dura que pertany a la categoria de Grand Slam. La 107a edició del torneig se celebrarà entre el 14 i el 27 de gener de 2019 al Melbourne Park de Melbourne, Austràlia.

## Destacats
- El tennista serbi Novak Đoković va conquerir el seu setè títol a l'Open d'Austràlia que va representar el quinzè títol de Grand Slam i sobrepassar Pete Sampras en el tercer lloc de tennistes masculins amb més títols de Grand Slam individuals, just darrere de Rafael Nadal que fou el seu rival en la final. Alhora va poder retenir el número 1 mundial.[1]

- La tennista japonesa Naomi Osaka va guanyar el segon títol de Grand Slam consecutiu després de derrotar la txeca Petra Kvitová en la final. Addicionalment, Osaka va escalar fins al número 1 individual destronant la romanesa Simona Halep. Osaka va aconseguir el segon títol de Grand Slam en la segona final que disputava, mentre que Kvitová disputava la seva tercera final havent guanyat també les dues primeres, amb una diferència de cinc anys de l'anterior.[2]

- La parella francesa formada per Pierre-Hugues Herbert i Nicolas Mahut van guanyar el quart títol de Grand Slam junts, tots quadre diferents, que representava completar el Grand Slam durant la carrera.[3][4]

- La parella formada per l'australiana Samantha Stosur i la xinesa Zhang Shuai van guanyar el primer Grand Slam conjuntament davant la parella formada per la hongaresa Tímea Babos i la francesa Kristina Mladenovic, que era segona cap de sèrie i defensores del títol. Stosur va guanyar per primera vegada a Austràlia però era el seu segon Grand Slam de dobles femenins, tretze anys després de l'últim. En canvi, per Zhang era el primer títol de Grand Slam del seu palmarès.[5]

- La parella formada per la txeca Barbora Krejčíková i l'estatunidenc Rajeev Ram van guanyar el primer títol de Grand Slam en dobles mixts, tot i que Krejčíková ja n'havia guanyat dos en dobles femenins.[6][7]

## Campions

### Sèniors
| Categoria          | Campions                            | Finalistes                      | Resultat         |
| ------------------ | ----------------------------------- | ------------------------------- | ---------------- |
| Individual masculí | Novak Đoković                       | Rafael Nadal                    | 6−3, 6−2, 6−3    |
| Individual femení  | Naomi Osaka                         | Petra Kvitová                   | 7−6(2), 5−7, 6−4 |
| Dobles masculins   | Pierre-Hugues Herbert Nicolas Mahut | Henri Kontinen John Peers       | 6−4, 7−6(1)      |
| Dobles femenins    | Samantha Stosur Zhang Shuai         | Tímea Babos Kristina Mladenovic | 6−3, 6−4         |
| Dobles mixts       | Barbora Krejčíková Rajeev Ram       | Astra Sharma John-Patrick Smith | 7−6(3), 6−1      |

### Júniors
| Categoria          | Campions                       | Finalistes                  | Resultat          |
| ------------------ | ------------------------------ | --------------------------- | ----------------- |
| Individual masculí | Lorenzo Musetti                | Emilio Nava                 | 4−6, 6−2, 7−6(12) |
| Individual femení  | Clara Tauson                   | Leylah Annie Fernandez      | 6−4, 6−3          |
| Dobles masculins   | Jonáš Forejtek Dalibor Svrčina | Cannon Kingsley Emilio Nava | 7−6(5), 6−4       |
| Dobles femenins    | Natsumi Kawaguchi Adrienn Nagy | Chloe Beck Emma Navarro     | 6−4, 6−4          |

## Distribució de punts i premis

### Distribució de punts
| Esdeveniment       | G    | F    | SF  | QF  | 4a ronda | 3a ronda | 2a ronda | 1a ronda | Q   | Q3  | Q2  | Q1  |
| Individual masculí | 2000 | 1200 | 720 | 360 | 180      | 90       | 45       | 10       | 25  | 16  | 8   | 0   |
| Dobles masculins   | 2000 | 1200 | 720 | 360 | 180      | 90       | 0        | N/D      | N/D | N/D | N/D | N/D |
| Individual femení  | 2000 | 1300 | 780 | 430 | 240      | 130      | 70       | 10       | 40  | 30  | 20  | 2   |
| Dobles femenins    | 2000 | 1300 | 780 | 430 | 240      | 130      | 10       | N/D      | N/D | N/D | N/D | N/D |

### Distribució de premis
| Esdeveniment | G         | F         | SF        | QF      | 4a ronda | 3a ronda | 2a ronda | 1a ronda | Q3     | Q2     | Q1    |
| Individuals  | 4.000.000 | 2.000.000 | 1.200.000 | 600.000 | 250.000  | 150.000  | 80.000   | 50.000   | 30.000 | 15.000 | 7.500 |
| Dobles       | 750.000   | 375.000   | 185.000   | 90.000  | 45.000   | 22.500   | 14.000   | N/D      | N/D    | N/D    | N/D   |
| Dobles mixts | 160.000   | 80.000    | 40.000    | 20.000  | 10.000   | 5.000    | N/D      | N/D      | N/D    | N/D    | N/D   |

- Els premis són en dòlars australians.
- Els premis de dobles són per equip.